# Jan Bos
Jan Bos (* 29. března 1975 Hierden, Gelderland) je bývalý nizozemský rychlobruslař a cyklista.
Prvního rychlobruslařského mistrovství světa juniorů se zúčastnil v roce 1993 (9. místo), následující rok šampionát vyhrál. Ve Světovém poháru začal závodit na podzim 1995, na seniorském šampionátu debutoval 24. místem na Mistrovství světa ve sprintu 1996. Na Mistrovství světa na jednotlivých tratích 1997 získal v závodě na 1000 m stříbrnou medaili. V roce 1998 vyhrál světový sprinterský šampionát a na Zimních olympijských hrách vybojoval na trati 1000 m stříbrnou medaili (na distanci 1500 m byl čtvrtý a v závodě na 500 m dvanáctý). Na Mistrovství světa na jednotlivých tratích 1999 získal zlatou medaili na trati 1000 m, ze sprinterského mistrovství si přivezl stříbro. Pro další dva cenné kovy si dobruslil na světovém šampionátu 2000, ve sprintu skončil v letech 2000 a 2001 shodně čtvrtý. Na zimní olympiádě 2002 obhájil stříbro na trati 1000 m, dále byl devátý v závodě na 500 m a sedmý na 1500 m. Stříbro z kilometrové distance získal také na Mistrovství světa na jednotlivých tratích 2005, poslední cenný kov, bronz, vybojoval na Mistrovství světa ve sprintu 2006. Startoval na ZOH 2006, byl pátý na kilometru, jedenáctý na pětistovce a dvacátý na patnáctistovce. V dalších letech byla jeho nejlepšími výsledky pátá místa v závodech na 1000 m na MS 2008 a 2009. Na Zimních olympijských hrách 2010 skončil nejlépe dvanáctý (na 1000 m), kromě toho dosáhl 29. místa na 500 m. Zúčastnil se také Mistrovství světa ve sprintu 2011 (12. místo), po sezóně 2011/2012 ukončil sportovní kariéru.
Jako cyklista startoval s Teunem Mulderem a se svým bratrem Theem v týmovém sprintu na Letních olympijských hrách 2004, kde se umístili na šesté příčce.